# Santa Maria de les Encies
L'església de Santa Maria de les Encies és ubicada al nucli de població de Les Encies, al municipi de Les Planes d'Hostoles, a la comarca de la Garrotxa.
Aquesta església té un origen romànic, però és del S. SVII. Donada la seva situació en un lloc de pas entre les valls d'Hostoles i del Llèmena, aquest temple ha estat subjecte a diversos esdeveniments històrics, per exmeple el saqueig a mitjans del S. SVI durant la Guerra dels Trenta Anys.
Aquesta església parroquial està envoltada de diverses cases de magès, i al seu terme hi ha també una sèrie de masos rellevants.
Fins al 1936 s'hi venerava una imatge de fusta policromada de la Mare de Déu.